# Castell de les Atzahares
El castell de les Atzahares situat al terme municipal de la Vall de Laguar, a la Marina Alta, és una petita fortificació de dos recintes de planta rectangular d'origen musulmà. Avui en dia, no n'hi roman més que algunes restes de les muralles (de tàpia) al penya-segat a prop de Fontilles.
No n'hi ha massa referències bibliogràfiques. El 1609 fou conquerit per Sanç de Lluna, i després de l'expulsió dels moriscos fou abandonat.
És clar que es tracta d'una construcció singular que, en algun moment, conformà una instal·lació especial, probablement un recinte fortificat.
1. 1 2  URL de la referència: https://eduwp.edu.gva.es/patrimonio-cultural/ficha-inmueble.php?id=1934. Data de consulta: 23 maig 2024.